# Zöld Indiánok emlékmű
A Zöld Indiánoknak nevezett emlékmű (spanyolul Indios Verdes) két, körülbelül 4 méter magas és három tonnás bronzszobor együttese Mexikóváros északi részén, Gustavo A. Madero kerületben, amely nevét a bronz felületén képződött zöld színű patináról kapta. A két szobor két azték uralkodót ábrázol: Ahuízotlt és Itzcóatlt, a talapzat domborműveibe navatl nyelvű feliratokat véstek be. Az emlékműről nevezték el a 3-as metró közelben található végállomását, az Indios Verdes állomást is.

## Története

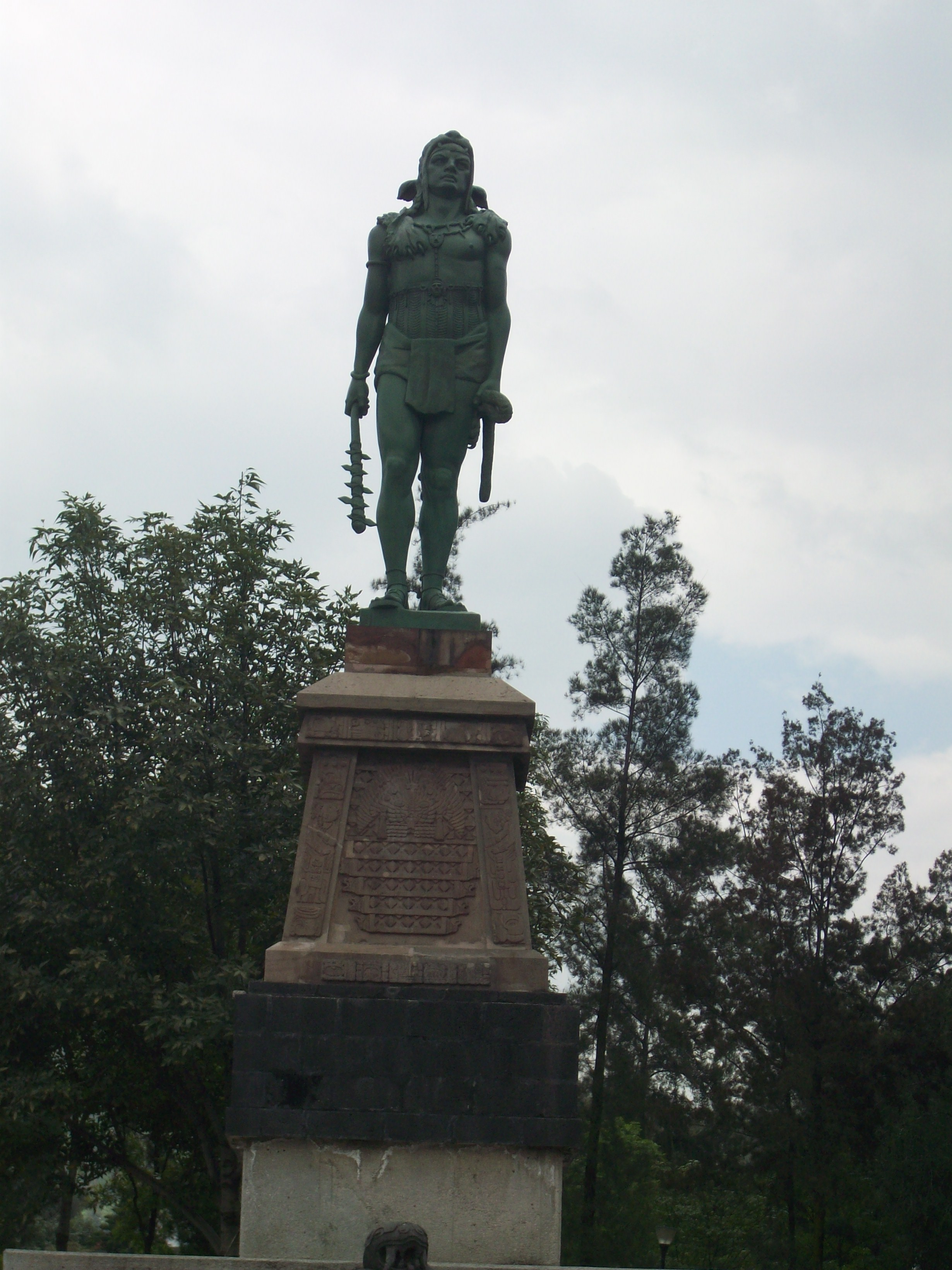
A másik szobor, Itzcóatl

A szobrokat Alejandro Casarín szobrászművész készítette, hogy az 1889-es párizsi világkiállításon többek között ezek jelképezzék Mexikót. Mexikóvárosban 1890-ben állították fel őket, ekkor a Paseo de la Reforma úton, de 1902-ben áthelyezték őket a Calzada de la Vigára. 1920-ban ismét új helyet kaptak, ezúttal az Avenida de los Insurgentes Nortén, majd 1979-ben, amikor megépült a metróállomás, akkor amellé, az északi városrészbe tették át a szobrokat. Az utolsó áthelyezésre a Metrobús állomásának építése miatt 2005. május 25-én került sor, igaz, ekkor csak kis távolságra, mintegy 500 méterre költöztek át, a Parque del Mestizaje park nyugati sarkába.
2014-ben újra felvetődött az áthelyezés ötlete, mert vannak, akik szerint jelenlegi helyük nem elég méltó hozzájuk, mivel kevésbé forgalmas helyen vannak, kevésbé láthatóak, mint kellene.